# 惠水贯众
惠水贯众（学名：Cyrtomium grossum）为鳞毛蕨科贯众属下的一个种。

## 扩展阅读
維基物種上的相關：惠水贯众